# Arnold Corns
Arnold Corns - krótkotrwały pseudonim Davida Bowiego.  Używając tego pseudonimu wydał jeden singel z piosenkami "Moonage Daydream" i "Hang On To Yourself".  Utwory te później z innych wersjach zostały umieszczone na płycie The Rise and Fall of Ziggy Stardust and the Spiders from Mars, a sam pseudonim został porzucony.